# Red Holloway
James Wesley "Red" Holloway (Helena, 31 de maio de 1927 - 25 de fevereiro de 2012) foi um saxofonista de jazz estadunidense.
Red Holloway morreu em Morro Bay, Califórnia, aos 84 anos de um acidente vascular cerebral e insuficiência renal em 25 de fevereiro de 2012.

## Discografia
- The Burner (Prestige, 1963)
- Cookin' Together (Prestige, 1964) with the Brother Jack McDuff Quartet
- Sax, Strings & Soul (Prestige, 1964)
- Red Soul (Prestige, 1965)
- No tears over you (RH)
- Hittin' the Road Again (JAM, 1982)
- Nica's Dream (Steeplechase, 1984)
- Red Holloway & Company (Concord, 1987)
- Locksmith Blues (Concord, 1989)
- Daydream with T.C.Pfeiler (Tonewheel, 1997)
- In the Red (High Note, 1997)
- Live At the 1995 Floating Jazz Festival (Chiaroscuro, 1997)
- Standing Room Only (Chiaroscuro, 1998)
- A Night of Blues and Ballads (JHM, 1999)
- Coast to Coast (Milestone, 2003)
- Something old something new (2007)
- Go Red Go ! (Delmark, 2008)
- Meets the Bernhard Pichi Trio (Organic Music, 2009)